# Lijst van oorlogsmonumenten in Valkenburg aan de Geul
De Nederlandse gemeente Valkenburg aan de Geul heeft meerdere oorlogsmonumenten. Hieronder een overzicht.
| Nr.                             | Object                                  | Herdachte groep                                | Ontwerper                                         | Onthulling        | Type        | Locatie                                               | Plaats        | Coördinaten                   | Foto              |
| ------------------------------- | --------------------------------------- | ---------------------------------------------- | ------------------------------------------------- | ----------------- | ----------- | ----------------------------------------------------- | ------------- | ----------------------------- | ----------------- |
| 57                              | Provinciaal verzetsmonument             | verzet Nederland                               | Jean Huysmans (kapel), Hubert Levigne (interieur) | 18 mei 1958       | kapel       | Cauberg                                               | Valkenburg    | 50° 52' 41" NB, 5° 44' 23" OL | Meer afbeeldingen |
| 701                             | Joods monument                          | vervolgden Nederland                           |                                                   | 11 september 1955 | plaquette   | Algemene Begraafplaats, Cauberg 19, 6301 BT           | Valkenburg    | 50° 51' 39" NB, 5° 49' 25" OL | Meer afbeeldingen |
| 3123                            | Oorlogsmonument                         | geallieerde militairen                         |                                                   | 17 september 1989 | overig      | Geneindestraat (naast stadhuis)                       | Valkenburg    | 50° 51' 45" NB, 5° 49' 48" OL | Meer afbeeldingen |
| 3124                            | Monument voor S. Coenen en J. Francotte | verzet Nederland                               | Charles Eyck                                      | 1948              | gedenksteen | Cauberg                                               | Valkenburg    | 50° 51' 40" NB, 5° 49' 31" OL | Meer afbeeldingen |
| 4041                            | Plaquette voor oorlogsslachtoffers      | allen                                          |                                                   | 4 mei 1995        | plaquette   | Kerkplein 13, 6305 BB                                 | Schin op Geul | 50° 51' 18" NB, 5° 52' 18" OL | Meer afbeeldingen |
| 4045                            | Plaquette voor Oud-Strijders            | Militairen in dienst van het Ned. Kon. na 1945 |                                                   | augustus 1978     | plaquette   | Kerkplein 13, 6305 BB                                 | Schin op Geul | 50° 51' 18" NB, 5° 52' 18" OL | Meer afbeeldingen |
| 4046                            | Plaquette voor Ber Houben               | Militairen in dienst van het Ned. Kon. na 1945 |                                                   |                   | plaquette   | Kerkplein 13, 6305 BB                                 | Schin op Geul | 50° 51' 18" NB, 5° 52' 18" OL | Meer afbeeldingen |
| 4111                            | Vliegeniersmonument                     | geallieerde militairen                         | Fa. Jac de Groot (steenhouwer)                    | 2013              | gedenksteen | Oosterweg (aan Geul)                                  | Valkenburg    | 50° 51' 33" NB, 5° 50' 53" OL | Meer afbeeldingen |
| Dit oorlogsmonument op Wikidata | Oorlogsmonument                         | allen                                          |                                                   |                   | plaquette   | Kerkplein                                             | Schin op Geul | 50° 51' 18" NB, 5° 52' 18" OL | Meer afbeeldingen |
| Dit oorlogsmonument op Wikidata | Oorlogsmonument                         | geallieerde militairen                         |                                                   |                   | gedenksteen | Zwaluwstraat                                          | Vilt          |                               | Meer afbeeldingen |
| Dit oorlogsmonument op Wikidata | Bevrijdingskapel                        |                                                |                                                   |                   | gedenksteen | Valkenburgerweg-Hoogbeek                              | Schoonbron    | 50° 51' 9" NB, 5° 52' 34" OL  | Meer afbeeldingen |
| Dit oorlogsmonument op Wikidata | Heilig Hartbeeld                        |                                                |                                                   |                   | standbeeld  | Monulphusplein                                        | Berg          | 50° 51' 38" NB, 5° 47' 2" OL  | Meer afbeeldingen |
|                                 | Oorlogsmonument                         |                                                |                                                   |                   | standbeeld  | Lindenlaan 19                                         | Valkenburg    | 50° 51' 56" NB, 5° 49' 56" OL | Oorlogsmonument   |
| Dit oorlogsmonument op Wikidata | Stolpersteine                           | vervolgden Nederland                           | Gunter Demnig                                     |                   | reliëf      | Zie Lijst van Stolpersteine in Valkenburg aan de Geul | Valkenburg    |                               | Meer afbeeldingen |

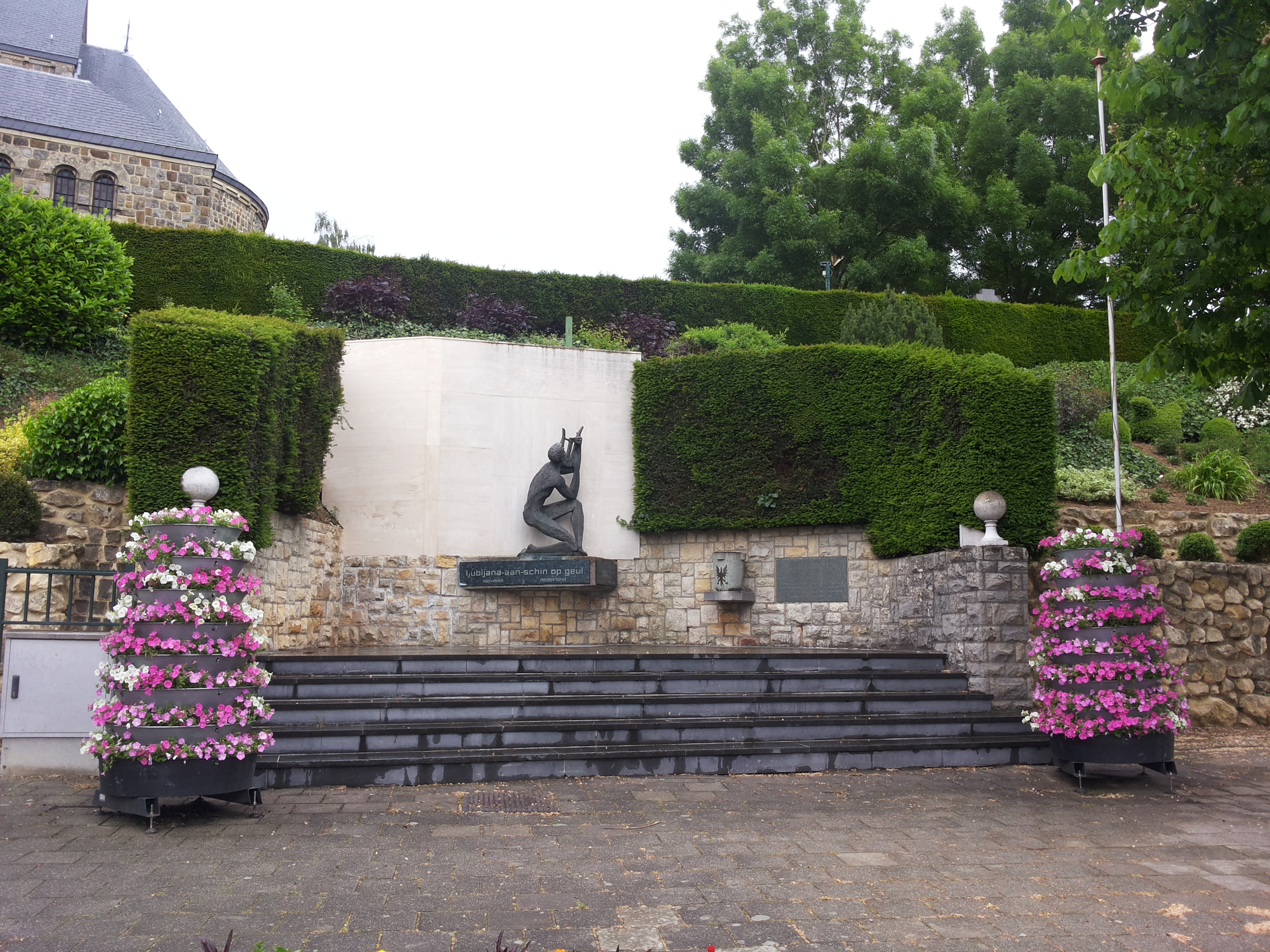
Ljubljanamonument in Schin op Geul
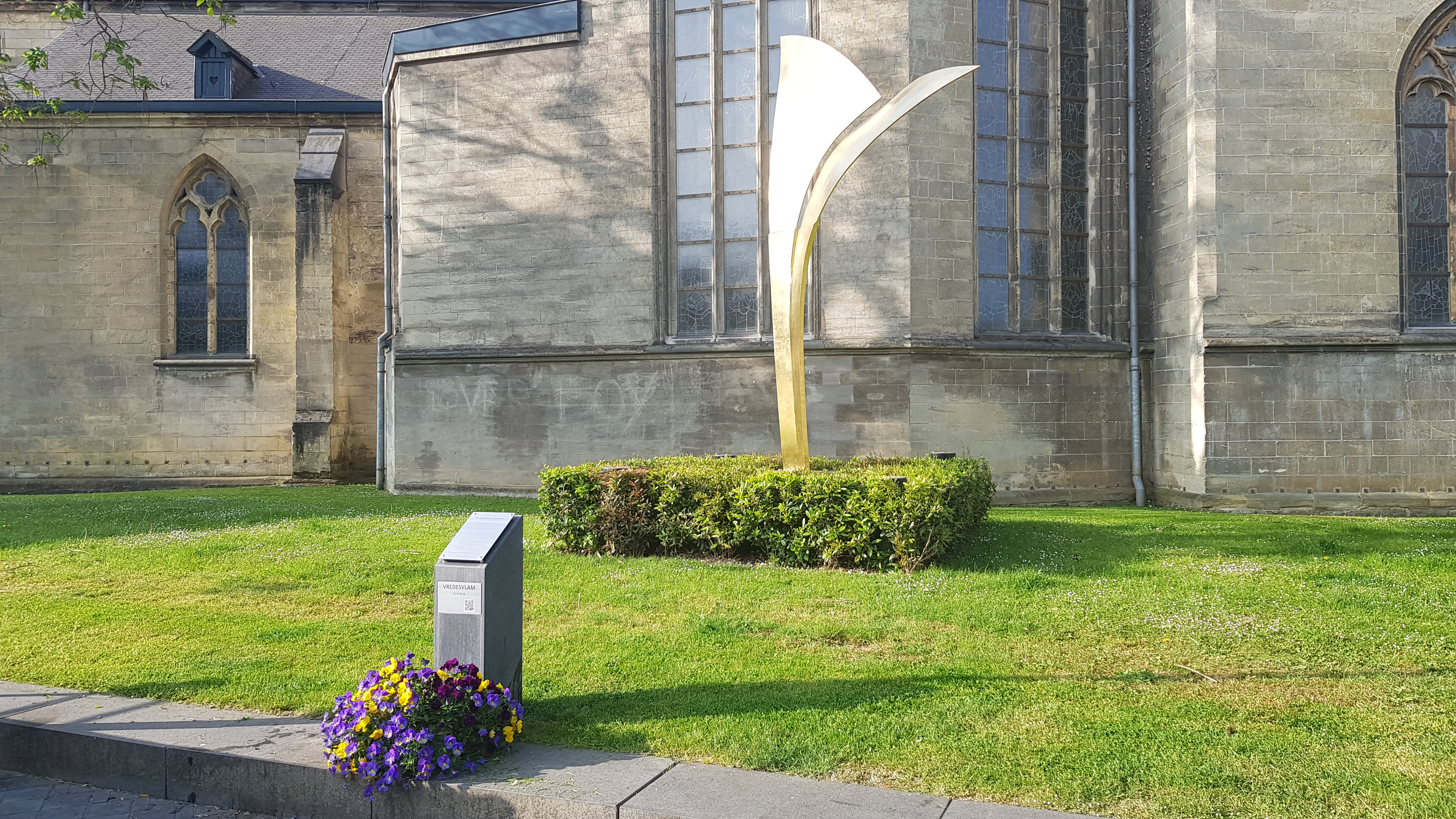
Vredesvlam Valkenburg